# Caryomene olivascens
Caryomene olivascens là một loài thực vật có hoa trong họ Biển bức cát. Loài này được Barneby & Krukoff mô tả khoa học đầu tiên năm 1971.